# Mario Santilli
Mario Alberto Santilli (Rosario, Argentina, 27 de junio de 1984) es un futbolista argentino. Juega de arquero y actualmente milita en Cafferatense de la Liga Chañarense.

## Clubes
| Club                | País      | Año                |
| ------------------- | --------- | ------------------ |
| Central Córdoba     | Argentina | 2004 - 2009        |
| Coquimbo Unido      | Chile     | 2010               |
| Sol de América      | Paraguay  | 2011 - 2012        |
| General Díaz        | Paraguay  | 2013 - 2014        |
| Rubio Ñu            | Paraguay  | 2014 - 2015        |
| Deportivo Capiatá   | Paraguay  | 2015               |
| Club Aurora         | Bolivia   | 2016               |
| Chaco For Ever      | Argentina | 2016 - 2017        |
| Mineros de Guayana  | Venezuela | 2017 - 2018        |
| Deportivo La Guaira | Venezuela | 2019 - 2021        |
| Cafferatense        | Argentina | 2022 - en adelante |

## Palmarés

### Torneo Nacionales
| Título               | Club                | País         | Año  |
| -------------------- | ------------------- | ------------ | ---- |
| Copa Venezuela       | Mineros de Guayana  | 🇻🇪 Venezuela | 2017 |
| Torneo Normalización | Deportivo La Guaira | 🇻🇪Venezuela  | 2020 |